# 伊薩貝利亞山脈

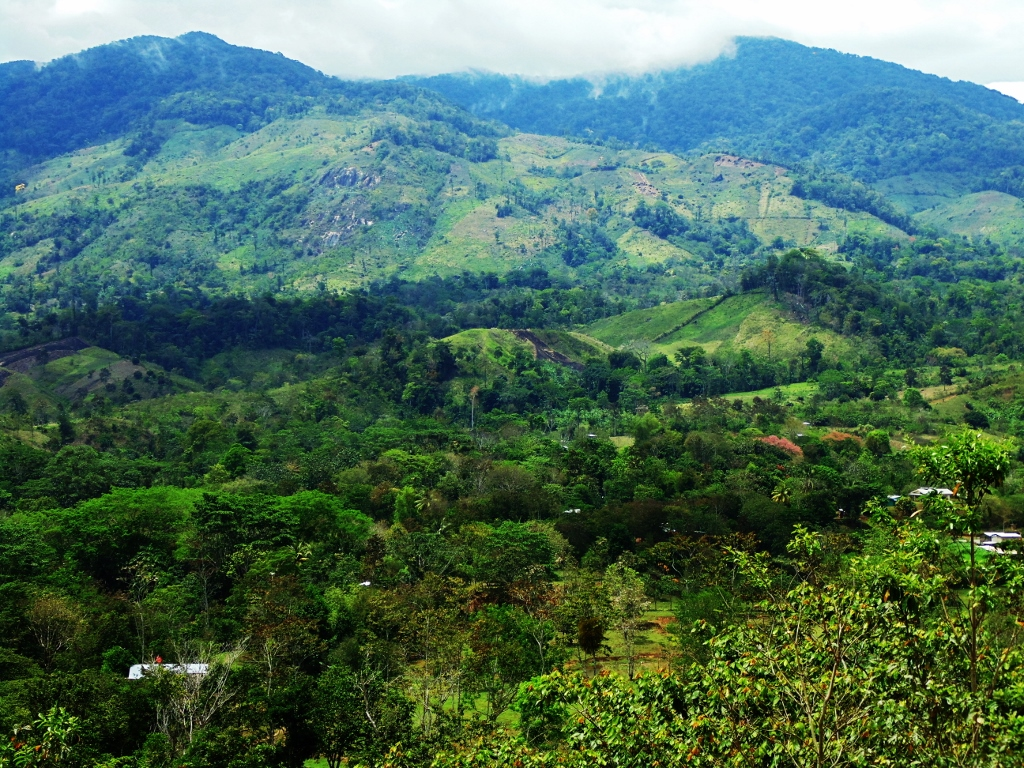

13°30′N 85°30′W / 13.500°N 85.500°W
伊薩貝利亞山脈（西班牙語：Cordillera Isabelia），是尼加拉瓜的山脈，位於該國中部，處於馬拿瓜以北170公里，最高點海拔高度824米，該山脈每年平均降雨量2,186毫米。